# Liste des médias de Montréal
Cette page présente une liste des médias à Montréal.

## Presse écrite
- La Presse (quotidien)

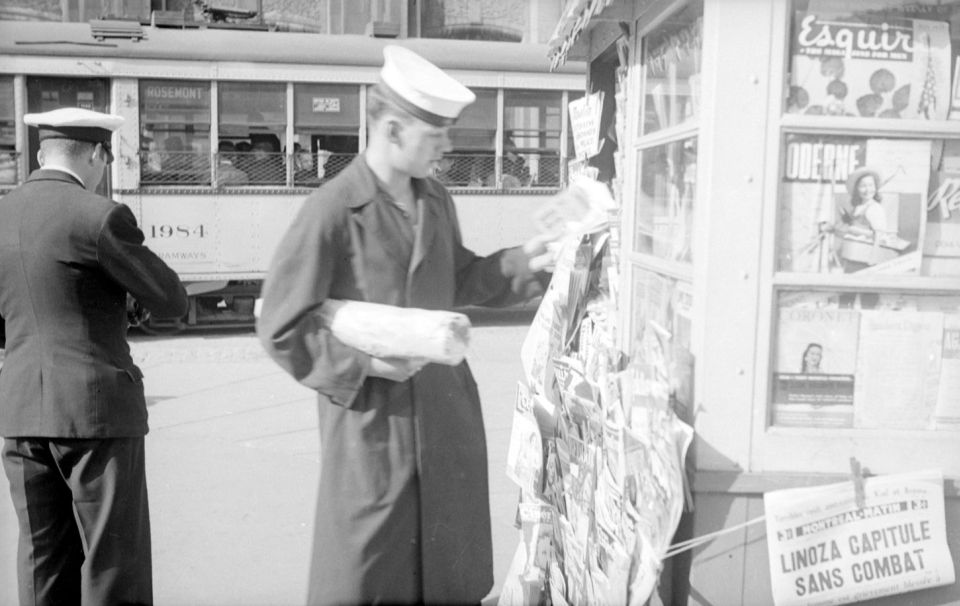
Kiosque à journaux dans Rosemont, Montréal, 1943.

- Le Journal de Montréal (quotidien)
- Le Devoir (quotidien indépendant)
- The Gazette (quotidien de langue anglaise)
- Les Affaires (hebdomadaire économique)
- L'Actualité (bimensuel)
- Hour (hebdomadaire gratuit de langue anglaise)
- 24H Montréal (quotidien gratuit distribué dans le Métro de Montréal jusqu'en 2020, désormais uniquement en ligne)
- Journaldesvoisins.com (hebdomadaire gratuit Web, bimestriel papier, Ahuntsic-Cartierville)
- Journal Métro (quotidien gratuit)
- Nightlife Magazine (mensuel culturel et de sorties gratuit, bilingue)
- Cités Nouvelles (hebdomadaire locale gratuit)
- Québec Noticias (mensuel indépendant gratuit en espagnol, avec sections spéciales en français et en portugais)
- Cause Commune (Journal de la NEFAC, fédération des communistes Libertaires du Nord-Est)
- L'aut journal (Journal indépendant Mensuel)
- Le Drapeau Rouge (Mensuel Révolutionnaire)
- Le Journal de Mont-Royal (Média officiel de Mont-Royal/ville sur l'Île de Montréal)
- Le Point d'Outremont (journal local de l'arrondissement d'Outremont)
- The Westmount Independant (journal local à Westmount/ville sur l'île de Montréal)

### Défunt
- La Patrie (quotidien (1879-1957) puis hebdomadaire (1957-1978))
- Montréal-Matin (quotidien 1930-1978)
- The Montreal Star (quotidien anglophone 1869-1979)
- Ici Montréal (hebdomadaire gratuit)
- Montreal Mirror (hebdomadaire gratuit de langue anglaise) Arrêt de publication en 2012
- PME (mensuel, domaine des affaires) Arrêt de publication en 2008[1]
- Entropie (revue design graphique 1999-2001)
- Journal le Courrier, "région de Sainte-Thérèse dans les Laurentides, la version Internet de votre journal local" (ce journal des Laurentides a fermé en 2015 avec l'Écho du Nord)[2].
- Voir (hebdomadaire gratuit). Arrêt de publication en 2020

## Journaux locaux gratuits
- Actualités Côte-des-Neiges et Notre-Dame-de-Grâce, "journal indépendant de l'arrondissement Cote-des-Neiges et Notre-Dame-de-Grâce à Montréal. Informations locales, baladodiffusion, vie sociale, culturelle et communautaire des quartiers CDN et NDG".
- Actualités Westmount
- A Voz de Portugal, le journal de la communauté portugaise de Montréal. (Portugais, hebdo)
- Courrier Laval, "journal hebdomadaire de Laval. Actualité, sports, vie communautaire et loisirs et chroniques. Le No 1 de l'information à Laval".
- El Directorio, "periodico en espanol de la ciudad de Montreal".
- Journaldesvoisins.com
- Journal de St-Michel
- Journal La Revue (Laval et Rive Nord)
- Journal Le Plateau, "hebdo du Plateau Mont-Royal".
- L'Artisan, "portail d'information de la région de Repentigny".
- Échos de Montréal (journal communautaire de l'Association des médias écrits communautaires du Québec (AMECQ) fondé en 1993)
- L'Écho de la Rive-Nord
- L'Écho de Laval
- MCL - Média Communautaire Lavallois (journal hebdomadaire couvrant les actualités à Laval et Montréal)
- Laval News, "lavalnews.ca is the official site of The Laval News, serving Laval since 1993."
- Linfonet, "site des journaux L'Éveil, La Concorde, Nord Info et Voix des Milles-Iles".
- MédiaSud, "mission: offrir à la population de la Rive-Sud de Montréal des nouveaux services d'information et d'affaires publiques afin d'améliorer la couverture des événements locaux et régionaux tant sous la forme de nouvelles, de reportages, de dossiers et d'analyses".
- Le Mensuel le Monde (journal communautaire membre de l'Association des médias écrits communautaires (AMECQ) fondé en 1983)
- Montreal Community Contact, "newspaper serving Quebec's Black and Caribbean community for the past 20 years."
- Nouvelles Parc-Extension / Parc-Extension News, "le seul journal à Parc-Extension depuis 1993".
- Stèle Médias (Anciennement Proxima Publications Inc), "La Poste de Ville Mont-Royal, Le Point d’Outremont, La Voix de Saint-François et le Westmount Times.".
- Pulso, "mensuel ethnique d'actualités socio-culturelles. Rédigé en espagnol, Pulso s’adresse à tous ceux qui s’intéressent à l’information locale avec un regard latino-américain."
- Ta Nea, nouvelles grecque-canadiennes. Rédigé en grecque.
- Thời Báo Online
- The Eastern Door, Journal communautaire au service de la communauté de Kahnawake depuis 1992, sans distinction de naissance, de genre, d'âge, de langue, de politique ou de religion.
- The Montreal Greek Times "XPONIKA" (Grec, mensuel)
- The NDG Free Press, Un journal indépendant, détenu par des Montréalais, paraissant tous les deux mois et distribué gratuitement dans la région de NDG à Montréal, au Québec, Canada. NDG fait partie de l'arrondissement de Côte-des-Neiges–NDG de Montréal, situé à l'ouest du centre-ville et entre les villes de Montréal-Ouest (à l'ouest), Westmount (à l'est), et Côte-Saint-Luc et Hampstead (au nord). Publié en anglais. Défunt depuis 2017.
- The North Shore News, au service de Rosemère, Deux-Montagnes, le quartier Fontainbleau de Blainville et Lorraine. Publié en anglais.
- Westmount Independent, "Un journal hebdomadaire gratuit visant la ville de Westmount au Québec, Canada. Publié en anglais.
- WestmountWatch, Un e-journal communautaire consacré à toutes les nouvelles qui touchent les résidents de Westmount. Notre perspective est qu'il n'y a pas assez d'espace dans les journaux traditionnels pour couvrir adéquatement les problématiques qui nous concernent. Publié en anglais. Défunt.
- Avenir de l'est (Français, hebdo)
- Cités Nouvelles (Français, hebdo)
- Corriere Italiano (Italien, hedbdo)
- Courrier Ahuntsic & Bordeaux-Cartierville (Français, hebdo)
- Guide Montréal-Nord (Français, hebdo)
- Journal de Rosemont - La Petite-Patrie (Français, hebdo)
- L'Express d'Outremont & Mont-Royal (Français, hebdo)
- L'Informateur de Rivière-des-Prairies (Français, hebdo)
- La Voix Pop (Français, hebdo)
- Le Flambeau de l'Est (Français, hebdo)
- Le Magazine de L'île des Sœurs (Français, hebdo)
- Le Messager Lachine & Dorval (Français, hebdo)
- Le Messager LaSalle(Français, hebdo)
- Le Messager Verdun (Français, hebdo)
- Le Messager Week-End (Français, mensuel)
- Le Plateau (Français, hebdo)
- Montréal Express (Français, Web seulement)
- Nouvelles Hochelaga-Maisonneuve (Français, hebdo)
- Nouvelles Saint-Laurent News (Bilingue, hebdo)
- Progrès Saint-Léonard (Français, hebdo)
- Progrès Villeray - Parc-Extension(Français, hebdo)
- The West Island Chronicle (Anglais, hebdo)
- The Westmount Examiner (Anglais, hebdo)
- Medad (magazine en ligne de la communauté afghane et iranienne) Persan, hebdo)

## Presse électronique
- Le Devoir
- La Presse
- Rezo Montréal
- Radio-Canada
- Québec Noticias
- Le Mur Mitoyen
- Contrecœur Express
- QuartierHochelaga.com. Défunt
- Journaldesvoisins.com
- Courrier Laval
- MCL - Média Communautaire Lavallois
- TVA Nouvelles
- L'actualité

## Radios
Bande FM
- CBME-FM 88,5 CBC Radio One

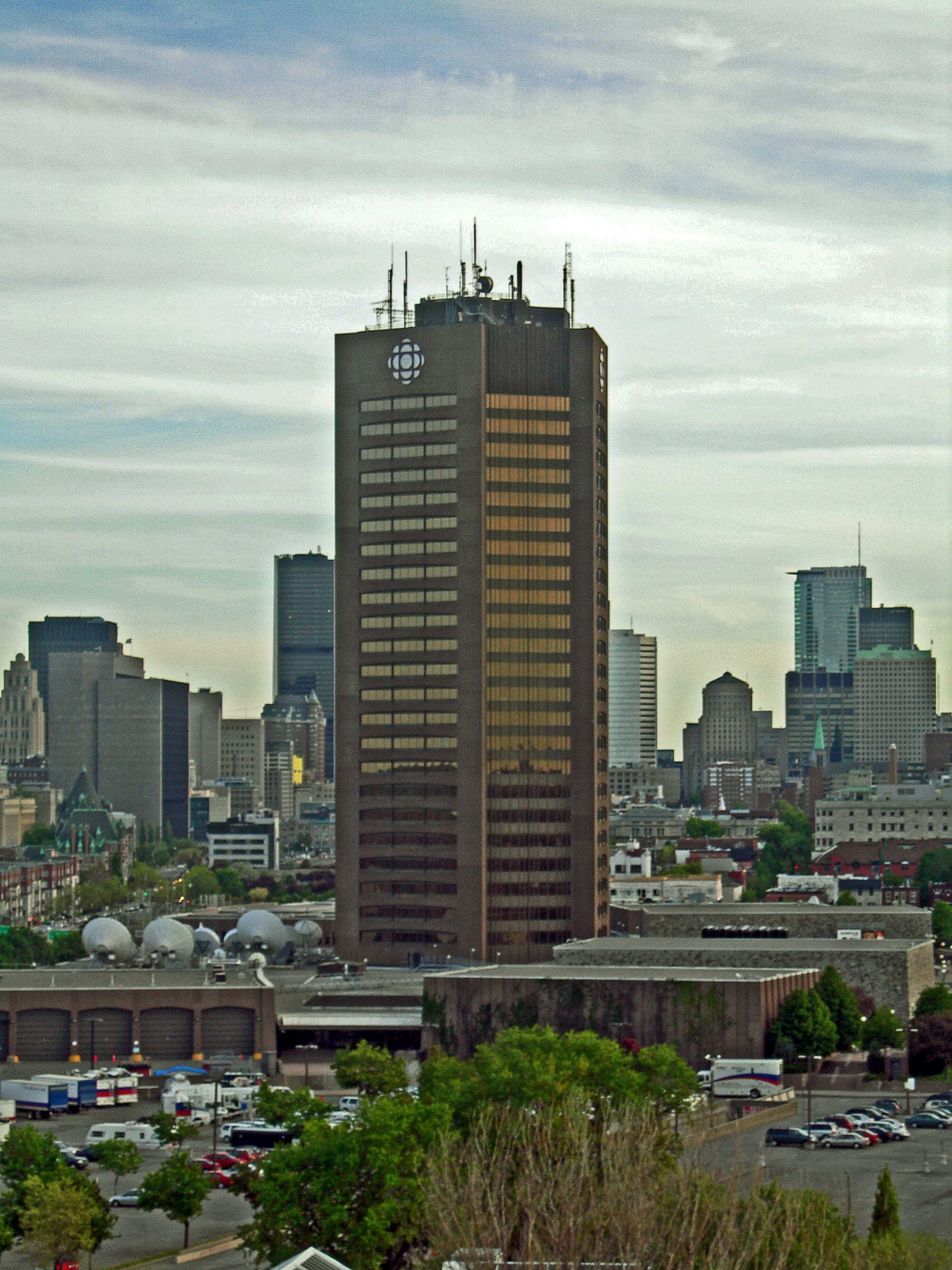
L'édifice de Radio-Canada

- CISM-FM 89,3 Radio étudiante de l'Université de Montréal
- CKKI-FM 89,9 Kahnawake
- CKUT-FM 90,3 Radio étudiante de l'Université McGill
- CIRA-FM 91,3 Radio Ville-Marie | Spirituel
- CKLX-FM 91,9 sports
- CKBE-FM 92,5 The Beat
- CBM-FM 93,5 CBC Radio Two
- CKMF-FM 94,3 Énergie
- CBF-FM 95,1 Première Chaîne de Radio-Canada | Infos, Généraliste
- CJFM-FM 95,9 Virgin Radio Canada
- CKOI-FM 96,9 (CKOI)
- CHOM-FM 97,7 Rock
- CHMP-FM 98,5 radio parlée
- CJPX-FM 99,5 WKND 99.5
- CBFX-FM 100,7 Espace Musique de Radio-Canada
- CIBL-FM 101,5 Radio communautaire
- CINQ-FM 102,3 Radio Centre-Ville | Radio communautaire multilingue
- CKRK-FM 103,7 Kahnawake
- CHOU-FM 104,5 Arabe
- CKDG-FM 105,1 MikeFM. Multiethnique
- CFGL-FM 105,7 Rythme FM
- CKIN-FM 106,3 Arabe
- CITE-FM 107,3 Rouge FM

Bande AM
- CKGM AM 690 TSN Radio
- CKAC AM 730 Radio Circulation
- CJAD AM 800 Nouvelles
- CHRF AM 980 Montréal AM980 (lancement 2014)
- CFMB AM 1280 Radio Multiethnique
- CJWI AM 1410 (CPAM) : Radio de la communauté haïtienne de Montréal
- CHOU AM 1450 Arabe
- CJLV AM 1570 Oldies
- CKZW AM 1650 Radio Shalom Montréal, Hébreu (Gospel durant le chabbat)
- CJLO AM 1690 Radio étudiante de l'Université Concordia

Radio Étudiante circuit fermé
- CHOQ.FM Radio étudiante de l'Université du Québec à Montréal

Défunt
- CFOX/CKO AM 1470 (1960-1989, fermé par le propriétaire)
- CKLM AM 1570 (fermé le 20 juillet 1994 par le CRTC et la foudre)
- CJMS AM 1040 (fermé le 22 décembre 2020)
- CJMS AM 1280 (fermé le 30 septembre 1994 (voir Vendredi noir (radio))
- CKVL AM 850 (est devenu CINF AM 690 le 14 décembre 1999)
- CINF AM 690 | Nouvelles (fermé le 29 janvier 2010)
- CFCF/CIQC AM 600 (est devenu CINW AM 940 le 14 décembre 1999)
- CINW AM 940 | Oldies (fermé le 29 janvier 2010)

## Liste des chaînes de télévision basées à Montréal

### Chaînes généralistes
| Chaîne  | Canal physique | Canal virtuel | Réseau       | Création          |
| ------- | -------------- | ------------- | ------------ | ----------------- |
| CBFT-DT | 19             | 2.1           | Radio-Canada | 6 septembre 1952  |
| CBMT-DT | 21             | 6.1           | CBC          | 10 janvier 1954   |
| CFCF-DT | 12             | 12.1          | CTV          | 20 janvier 1961   |
| CFTM-DT | 10             | 10.1          | TVA          | 19 février 1961   |
| CIVM-DT | 26             | 17.1          | Télé-Québec  | 22 février 1968   |
| CFTU-DT | 29             | 29.1          | Canal Savoir | 20 août 1986      |
| CFJP-DT | 35             | 35.1          | Noovo        | 7 septembre 1986  |
| CJNT-DT | 49             | 62.1          | Citytv       | 8 septembre 1997  |
| CKMI-DT | 15             | 15.1          | Global       | 14 septembre 1997 |
| CFHD-DT | 47             | 47.1          | ICI          | 11 décembre 2013  |

### Chaînes thématiques
Les chaînes spécialisées sont situées à Montréal. Les premières chaînes spécialisées sont apparues en 1979 sur le câble, d'abord avec TVFQ 99 (maintenant TV5 Québec Canada). Le réseau Inter-Vision était composé de plusieurs télédistributeurs dont Câblevision Nationale (maintenant Vidéotron). Il regroupait plusieurs chaînes lancées en 1980 :
- TVAQ, câble 29 (arts et spectacles) (1980 - 1983);
- TVCQ, câble 24 (cours universitaires et collégiaux) (1980 - 1986);
- TVEQ, câble 30 (sciences et éducation) (1980 - 1983);
- TVIQ, câble 6 (consommation et emploi) (1980 - 1983);
- TVJQ, câble 26 (la télé des jeunes) (1980 - 1988), remplacé par Canal Famille (1988 - 2001), remplacé par Vrak TV;
- TVRQ, câble 25 (télé-reportages) (1980 - 1983);
- TVSQ, câble 31 puis 25 (sports et loisirs) (1980 - 1989), remplacé par RDS;
- Les groupes ethniques, câble 28 puis 23 (1980 - 1987), remplacé par TEQ (la télévision ethnique du Québec);

Super Écran a été lancé le 1er février 1983, puis MusiquePlus le 2 septembre 1986.